# Aeropuerto de Ngari Gunsa
El Aeropuerto de Ngari Gunsa  (en tibetano: ལྷ་ས་གོང་དཀར་རྫོང་; en chino: 阿里昆莎机场) (IATA: NGQ, ICAO: ZUAL) es el nombre que recibe un aeropuerto de uso mixto tanto militar como civil al servicio de la ciudad de Shiquanhe en la prefectura de Ngar , en el suroeste de la Región Autónoma del Tíbet de China, cerca de la frontera con la India. Comenzó a operar el 1 de julio de 2010, convirtiéndose en el cuarto aeropuerto civil en el Tíbet después de los aeropuertos de Lhasa, Nyingchi y Qamdo.
Situado a 4.274 m sobre el nivel del mar , Gunsa  es el cuarto aeropuerto más alto del mundo después de los aeropuertos de Daocheng Yading, Qamdo Bamda, y Kangding.

## Estadísticas
Ver fuente y consulta Wikidata.